# عجلان العجلان
عجلان بن عبد العزيز بن عجلان العجلان المطرفي الهذلي (ولد في الرياض عام 1960م) عضو مجلس الشورى من 2 سبتمبر 2024، ورجل أعمال سعودي، والرئيس السابق لمجلس إدارة اتحاد الغرف السعودية، ورئيس مجلس إدارة غرفة الرياض من 2018م إلى 2024م. ورئيس مجموعة شركات عجلان وإخوانه وهي واحدة من أكبر الشركات في المملكة العربية السعودية ومنطقة الشرق الأوسط.

## نشأته وتعليمه
عجلان بن عبد العزيز العجلان من مواليد مدينة الرياض وتلقى تعليمه الأساسي في الرياض وهو الابن الأكبر من أبناء الشيخ عبد العزيز بن عجلان العجلان. حاصل على درجة البكالوريوس في إدارة الأعمال، وحصل على العديد من الدورات المتخصصة في مجال الأعمال.

## شركة عجلان وإخوانه
أسس عجلان العجلان شركات عجلان وإخوانه بالشراكة مع اخوانه في عام 1979. توسعت الشركة في الثمانينيات وحُوِّلت إلى شركة تضامنية عام 1994 ومن ثم إلى شركة مساهمة مقفلة في 2005، وتعمل حاليا في مجال التجزئة، والعقار، والصناعة، والمياه والطاقة، والخدمات اللوجستية، التكنولوجيا المالية.

## حياته العملية
في 2018 ترأس عجلان العجلان إدارة الغرفة التجارية الصناعية بالرياض، وفي فبراير 2020 ترأس مجلس إدارة اتحاد الغرف السعودية أيضًا، وفي مارس 2020 أصبح نائباً لرئيس مجلس إدارة اتحاد غرف دول مجلس التعاون الخليجي والذي يقع مقره في الدمام في السعودية.

## المناصب
- عضو مجلس الشورى السعودي.
- رئيس مجلس إدارة مجلس الغرف السعودية.
- رئيس مجلس إدارة غرفة الرياض من 2018م إلى 2024م.[7][8]
- عضو مجلس منطقة الرياض.
- عضو مجلس إدارة مدينة الملك عبد العزيز للعلوم والتقنية.
- عضو مجلس إدارة حديقة الملك سلمان ورئيس لجنة الترشيحات والمكافآت بها.
- عضو مجلس إدارة هيئة تنمية الصادرات السعودية.
- عضو مجلس إدارة مجلس الأعمال السعودي الأمريكي.
- النائب الأول وعضو مجلس إدارة اتحاد غرف دول مجلس التعاون الخليجي.
- رئيس لجنة الاقتصاد والتنمية في مجلس منطقة الرياض.
- رئيس لجنة حل الخلافات التي تنشأ بين الغرف في مجلس الغرف السعودية.
- رئيس لجنة المبادرات التطويرية في مجلس الغرف السعودية.
- عضو لجنة تطوير العمل بالغرفة التجارية الصناعية بوزارة التجارة والاستثمار.
- عضو اللجنة الاشرافية للمركز الوطني للنخيل والتمور.
- عضو لجنة الاشراف والمتابعة لتنفيذ الخطة الوطنية للتوظيف في القطاعين العام والخاص.

## جائزة عجلان وإخوانه
أنشأ عجلان العجلان جائزة عجلان وإخوانه للتفوق العلمي، تقوم فكرة الجائزة على تكريم المتفوقين وفق آلية محددة. وتتكون الجائزة من عدة أقسام، وهي جائزة التفوق العلمي، وجائزة لحاملي درجة الماجستير والدكتوراة، وجائزة لحفظة القرآن، وجائزة التعليم العالي للطالبات. وقامت الجائزة بتكريم أكثر من 1000 طالب وطالبة مجموع المتفوقون والمتفوقات الذين كُرِّموا في جائزة. وفي عام 2021 أُطلِقَت النسخة السادسة من الجائزة تحت رعاية أمير منطقة الرياض.